# 棲真寺
棲真寺（せいしんじ）は、広島県三原市にある臨済宗妙心寺派の寺院。応海山と号す。

## 歴史
寺伝によれば、源頼朝の娘で土肥（小早川）遠平の妻となった早世した天窓妙仏の菩提のために承久元年（1219年）に創建された。江戸時代に火災にあう。廃仏毀釈で一旦は廃寺となるが再興した。

## 文化財

### 広島県指定重要文化財
- 木造二十八部衆立像13体

### 三原市指定重要文化財
- 木造千手大悲観音菩薩立像[注釈 1]

## その他
- 定ヶ原石塔 - 寺から2キロメートル以上離れた場所にある宝篋印塔、広島県県史跡。天窓妙仏の母で棲真寺に住んでいた寿庵の墓と伝えられている[1]。